# Vòng loại Giải vô địch bóng đá thế giới 1974 – Khu vực châu Phi
Dưới đây là các mốc thời gian và kết quả thi đấu của vòng loại Giải vô địch bóng đá thế giới 1974 khu vực châu Phi (CAF). Để có cái nhìn tổng quan hơn về vòng loại, xem bài viết chính: Vòng loại Giải vô địch bóng đá thế giới 1974.
Tổng cộng có 22 đội tuyển châu Phi đăng ký tham dự giải, tuy nhiên hai đội đã rút lui trước khi thi đấu. Khu vực châu Phi được phân bổ 1 suất (trong tổng số 16) tham dự vòng chung kết.

## Thể thức
Thể thức thi đấu gồm 4 vòng:
- Vòng 1, Vòng 2 và Vòng 3: Ở mỗi vòng, các đội được bốc thăm thi đấu loại trực tiếp theo thể thức lượt đi – lượt về. Đội thắng (xác định theo tổng tỉ số sau hai lượt) sẽ giành quyền vào vòng tiếp theo. Quá trình này tiếp tục cho đến khi còn lại 3 đội.

- Vòng cuối: 3 đội còn lại sẽ thi đấu vòng tròn theo thể thức lượt đi – lượt về. Đội đứng đầu bảng sẽ giành vé duy nhất của châu Phi tham dự FIFA World Cup 1974.

## Vòng 1
Bản mẫu:ThreeLegResult
| Đội 1        | TTS  | Đội 2             | Lượt đi | Lượt về | 3rd leg |
| ------------ | ---- | ----------------- | ------- | ------- | ------- |
| Maroc        | 2–1  | Sénégal           | 0–0     | 2–1     |         |
| Algérie      | 2–5  | Guinée            | 1–0     | 1–5     |         |
| Ai Cập       | 2–3  | Tunisia           | 2–1     | 0–2     |         |
| Sierra Leone | 0–3  | Bờ Biển Ngà       | 0–1     | 0–2     |         |
| Kenya        | 2–1  | Sudan             | 2–0     | 0–1     |         |
| Lesotho      | 1–6  | Zambia            | 0–0     | 1–6     |         |
| Nigeria      | 3–2  | Congo-Brazzaville | 2–1     | 1–1     |         |
| Dahomey      | 1–10 | Ghana             | 0–5     | 1–5     |         |
| Togo         | 0–4  | Zaire             | 0–0     | 0–4     |         |
| Mauritius    | w/o  | Madagascar        | —       | —       |         |
| Cameroon     | w/o  | Gabon             | —       | —       |         |

| Maroc | 0 – 0 | Sénégal |
| ----- | ----- | ------- |
|       |       |         |

| Sénégal | 1 – 2 | Maroc                       |
| ------- | ----- | --------------------------- |
| Diop 2' |       | Ghazouani 26' · Choukri 72' |

Maroc thắng với tổng tỉ số 2–1 và giành quyền vào Vòng 2.
.
| Algérie   | 1 – 0 | Guinée |
| --------- | ----- | ------ |
| Kalem 65' |       |        |

| Guinée                                                                         | 5 – 1 | Algérie    |
| ------------------------------------------------------------------------------ | ----- | ---------- |
| Camara 28' · Petit Sory 36' · Soumah 54' (ph.đ.) · Souleymane 78' · Samuel 82' |       | Gamouh 62' |

Guinea thắng với tổng tỉ số 5–2 và giành quyền vào Vòng 2.
| Ai Cập                      | 2 – 1 | Tunisia      |
| --------------------------- | ----- | ------------ |
| Khalil 10' · Abdelrazak 69' |       | Chakroun 61' |

| Tunisia                   | 2 – 0 | Ai Cập |
| ------------------------- | ----- | ------ |
| Chakroun 16' · Habita 71' |       |        |

Tunisia thắng với tổng tỉ số 3–2 và giành quyền vào Vòng 2.
| Sierra Leone | 0 – 1 | Bờ Biển Ngà  |
| ------------ | ----- | ------------ |
|              |       | Ouattara 32' |

| Bờ Biển Ngà               | 2 – 0 | Sierra Leone |
| ------------------------- | ----- | ------------ |
| Kouamé 42' · Ouattara 72' |       |              |

Bờ Biển Ngà thắng với tổng tỉ số 3–0 và giành quyền vào Vòng 2.
| Kenya                      | 2 – 0 | Sudan |
| -------------------------- | ----- | ----- |
| Anyanzwa 44' · W. Ouma 65' |       |       |

| Sudan         | 1 – 0 | Kenya |
| ------------- | ----- | ----- |
| Al-Dehish 40' |       |       |

Kenya thắng với tổng tỉ số 2–1 và giành quyền vào Vòng 2.
| Tanzania    | 1 – 1 | Ethiopia        |
| ----------- | ----- | --------------- |
| Mashoto 58' |       | Gebremedhin 30' |

| Ethiopia | 0 – 0 | Tanzania |
| -------- | ----- | -------- |
|          |       |          |

Tổng tỉ số sau hai lượt trận là 1–1, vì vậy hai đội phải thi đấu trận play-off để xác định đội đi tiếp.
| Ethiopia                        | 3 – 0 | Tanzania |
| ------------------------------- | ----- | -------- |
| Ingdawerk 5', 12' · Tesfaye 44' |       |          |

Ethiopia giành quyền vào Vòng 2 nhờ chiến thắng trong trận play-off.
| Lesotho | 0 – 0 | Zambia |
| ------- | ----- | ------ |
|         |       |        |

| Zambia                                                 | 6 – 1 | Lesotho     |
| ------------------------------------------------------ | ----- | ----------- |
| Mapulanga 25' · Chitalu 35', 80' · Mwila 40', 67', 72' |       | Thietsi 30' |

Zambia thắng với tổng tỉ số 6–1 và giành quyền vào Vòng 2.
| Nigeria                  | 2 – 1 | Congo-Brazzaville |
| ------------------------ | ----- | ----------------- |
| Olayombo 66' · Mambo 77' |       | M'Bono 2'         |

| Congo-Brazzaville | 1 – 1 | Nigeria       |
| ----------------- | ----- | ------------- |
| Minga 88'         |       | Oyarekhua 28' |

Nigeria thắng với tổng tỉ số 3–2 và giành quyền vào Vòng 2.
| Dahomey | 0 – 5 | Ghana                                                  |
| ------- | ----- | ------------------------------------------------------ |
|         |       | Sunday 21' · Owusu 26' · Ghartey 40' · Gariba 65', 75' |

| Ghana                                                      | 5 – 1 | Dahomey |
| ---------------------------------------------------------- | ----- | ------- |
| Kofi 20', 44' · Sunday 64' · Owusu 66' · Odame 72' (ph.đ.) |       | Kamilou |

Ghana thắng với tổng tỉ số 10–1 và giành quyền vào Vòng 2.
| Togo | 0 – 0 | Zaire |
| ---- | ----- | ----- |
|      |       |       |

| Zaire                                    | 4 – 0 | Togo |
| ---------------------------------------- | ----- | ---- |
| Kembo 27' · N'Tumba 37', 73' · Etepé 79' |       |      |

Zaire thắng với tổng tỉ số 4–0 và giành quyền vào Vòng 2.
| Mauritius | w/o | Madagascar |
| --------- | --- | ---------- |
|           |     | Rút lui    |

Madagascar rút lui, vì vậy Mauritius được đặc cách vào Vòng 2.
| Cameroon | w/o | Gabon   |
| -------- | --- | ------- |
|          |     | Rút lui |

Gabon rút lui, vì vậy Cameroon được đặc cách vào Vòng 2.

## Vòng 2
| Đội 1     | TTS | Đội 2       | Lượt đi | Lượt về | 3rd leg |
| --------- | --- | ----------- | ------- | ------- | ------- |
| Guinée    | 1–3 | Maroc       | 1–1     | 0–2     |         |
| Tunisia   | 2–3 | Bờ Biển Ngà | 1–1     | 1–2     |         |
| Mauritius | 3–5 | Kenya       | 1–3     | 2–2     |         |
| Ethiopia  | 2–4 | Zambia      | 0–0     | 2–4     |         |
| Nigeria   | 0–2 | Ghana       | 0–2     | 0–0     |         |
| Cameroon  | 1–3 | Zaire       | 0–1     | 1–0     | 0–2     |

| Guinée         | 1 – 1 | Maroc       |
| -------------- | ----- | ----------- |
| Souleymane 38' |       | Choukri 22' |

| Maroc          | 2 – 0 | Guinée |
| -------------- | ----- | ------ |
| Faras 60', 68' |       |        |

Maroc thắng với tổng tỉ số 3–1 và giành quyền vào Vòng 3.
| Tunisia            | 1 – 1 | Bờ Biển Ngà |
| ------------------ | ----- | ----------- |
| Habita 48' (ph.đ.) |       | Kouamé 17'  |

| Bờ Biển Ngà                | 2 – 1 | Tunisia     |
| -------------------------- | ----- | ----------- |
| N'Guessan 44', 85' (ph.đ.) |       | Adhouma 15' |

Bờ Biển Ngà thắng với tổng tỉ số 3–2 và giành quyền vào Vòng 3.
| Mauritius  | 1 – 3 | Kenya                        |
| ---------- | ----- | ---------------------------- |
| Imbert 37' |       | W. Ouma 42', 84' · Shore 82' |

| Kenya            | 2 – 2 | Mauritius                 |
| ---------------- | ----- | ------------------------- |
| W. Ouma 56', 65' |       | Jackaria 17' · Imbert 42' |

Kenya thắng với tổng tỉ số 5–3 và giành quyền vào Vòng 3.
| Ethiopia | 0 – 0 | Zambia |
| -------- | ----- | ------ |
|          |       |        |

| Zambia                                                          | 4 – 2 | Ethiopia                         |
| --------------------------------------------------------------- | ----- | -------------------------------- |
| Mugala 47' · Simutowe 62' (ph.đ.) · Simwala 71' · Mapulanga 83' |       | Ingdawerk 43' · Teka 79' (ph.đ.) |

Zambia thắng với tổng tỉ số 4–2 và giành quyền vào Vòng 3.
| Nigeria                  | 0 – 2 Awarded (2 – 3 85') | Ghana                       |
| ------------------------ | ------------------------- | --------------------------- |
| Olayombo 15' · Mambo 23' |                           | Owusu 18' (ph.đ.), 55', 82' |

| Ghana | 0 – 0 | Nigeria |
| ----- | ----- | ------- |
|       |       |         |

Ghana thắng với tổng tỉ số 2–0 và giành quyền vào Vòng 3.
| Cameroon | 0 – 1 | Zaire      |
| -------- | ----- | ---------- |
|          |       | N'Tumba 2' |

| Zaire | 0 – 1 | Cameroon   |
| ----- | ----- | ---------- |
|       |       | Ndongo 43' |

Tổng tỉ số sau hai lượt trận là 1–1, vì vậy hai đội phải thi đấu trận play-off để xác định đội vào Vòng 3.
| Zaire                           | 2 – 0 | Cameroon |
| ------------------------------- | ----- | -------- |
| Etepé 3' · Tshinabu 88' (ph.đ.) |       |          |

Zaire giành quyền vào Vòng 3.

## Vòng 3
| Đội 1       | TTS | Đội 2 | Lượt đi | Lượt về |
| ----------- | --- | ----- | ------- | ------- |
| Bờ Biển Ngà | 2–5 | Maroc | 1–1     | 1–4     |
| Zambia      | 4–2 | Kenya | 2–0     | 2–2     |
| Ghana       | 2–4 | Zaire | 1–0     | 1–4     |

| Bờ Biển Ngà | 1 – 1 | Maroc     |
| ----------- | ----- | --------- |
| Kobinam 75' |       | Acila 30' |

| Maroc                                     | 4 – 1 | Bờ Biển Ngà |
| ----------------------------------------- | ----- | ----------- |
| Faras 24', 34' · Fetoui 60' · Choukri 85' |       | Pokou 61'   |

Maroc thắng với tổng tỉ số 5–2 và giành quyền vào Vòng cuối.
| Zambia                     | 2 – 0 | Kenya |
| -------------------------- | ----- | ----- |
| Chanda 34' · Sinyangwe 72' |       |       |

| Kenya                     | 2 – 2 | Zambia               |
| ------------------------- | ----- | -------------------- |
| W. Ouma 65' · P. Ouma 70' |       | Simwala · Kaushi 56' |

Zambia thắng với tổng tỉ số 4–2 và giành quyền vào Vòng cuối.
| Ghana             | 1 – 0 | Zaire |
| ----------------- | ----- | ----- |
| Armah 35' (ph.đ.) |       |       |

| Zaire                                              | 4 – 1 | Ghana   |
| -------------------------------------------------- | ----- | ------- |
| Kembo 10', 65' · Mafuila 89' (ph.đ.) · N'Tumba 90' |       | Sam 51' |

Zaire thắng với tổng tỉ số 4–2 và giành quyền vào Vòng cuối.

## Vòng cuối
| VT | Đội    | Đ | ST | T | H | B | BT | BB | HS |
| -- | ------ | - | -- | - | - | - | -- | -- | -- |
| 1  | Zaire  | 8 | 4  | 4 | 0 | 0 | 9  | 1  | +8 |
| 2  | Zambia | 2 | 4  | 1 | 0 | 3 | 5  | 6  | −1 |
| 3  | Maroc  | 2 | 4  | 1 | 0 | 3 | 2  | 9  | −7 |

| Zambia                                        | 4–0 | Maroc |
| --------------------------------------------- | --- | ----- |
| Sinyangwe 17', 90' · Simwala 43' · Chanda 61' |     |       |

| Zambia | 0–2 | Zaire                   |
| ------ | --- | ----------------------- |
|        |     | Mayanga 22' · Etepé 33' |

| Zaire                 | 2–1 | Zambia     |
| --------------------- | --- | ---------- |
| Kembo 32' · Etepé 82' |     | Kapita 33' |

| Maroc                    | 2–0 | Zambia |
| ------------------------ | --- | ------ |
| Maghfour 14' · Faras 70' |     |        |

| Zaire                      | 3–0 | Maroc |
| -------------------------- | --- | ----- |
| Kembo 58', 61' · Ekofa 79' |     |       |

| Maroc | 0–2 (w/o) | Zaire           |
| ----- | --------- | --------------- |
|       |           | Kembo Uba Kembo |

Zaire vượt qua vòng loại.

## Đội tuyển vượt qua vòng loại
| Đội tuyển | Tư cách vượt qua vòng loại | Ngày vượt qua vòng loại | Số lần tham dự FIFA World Cup trước đây |
| --------- | -------------------------- | ----------------------- | --------------------------------------- |
| Zaire     | Chiến thắng Vòng cuối      | 9 tháng 12 năm 1973     | 0 (lần đầu)                             |

## Cầu thủ ghi bàn
6 bàn thắng
- William Ouma
- Kembo Uba Kembo

5 bàn thắng
- Kwasi Owusu
- Ahmed Faras

4 bàn thắng
- Kakoko Etepé
- Jean-Kalala N'Tumba

3 bàn thắng
- Tariku Ingdawerk
- Moustapha Choukri
- Freddie Mwila
- Moses Simwala
- Brighton Sinyangwe

2 bàn thắng
- Noël Kouamé
- Bernard N'Guessan
- Mama Ouattara
- Abwcari Gariba
- Osei Kofi
- Ibrahim Sunday
- Chérif Souleymane
- Daniel Jean Robert Imbert
- Yakubu Mambo
- Kenneth Olayombo
- Ezzedine Chakroun
- Mohieddine Habita
- Bernard Chanda
- Godfrey Chitalu
- Joseph Mapulanga

1 bàn thắng
- Rabah Gamouh
- Mokhtar Kalem
- Paul-Gaston Ndongo
- Jean-Michel M'Bono
- Noël Minga
- Kouman Kobinam
- Laurent Pokou
- Damien Kamilou
- Sayed Abdelrazak
- Ali Khalil
- Tekeste Gebremedhin
- Kassahun Teka
- Seyoum Tesfaye
- Akuetteh Armah
- Joseph Ghartey
- Clifford Odame
- Joseph Sam
- Maxime Camara
- Smith Samuel
- Petit Sory
- Soriba Soumah
- Daniel Anyanzwa
- Peter Ouma
- John Shore
- Ramoseli Thietsi
- Anwar Jackaria
- Hassan Amcharrat
- Chérif Fetoui
- Maouhoub Ghazouani
- Mohamed Maghfour
- Sunday Oyarekhua
- Louis Gomis Diop
- Izzeldin Osman
- Nassoro Mashoto
- Abdesselam Adhouma
- Mbungu Ekofa
- Mavuba Mafuila
- Mayanga Maku
- Kamunda Tshinabu
- Obby Kapita
- Simon Kaushi
- Burton Mugala
- Boniface Simutowe